# ميخائيل بروس
ميخائيل بروس (بالإنجليزية: Michael Bruce)‏ هو عازف قيثارة أمريكي، ولد في 16 مارس 1948.

## وصلات خارجية
- ميخائيل بروس على موقع ميوزك برينز (الإنجليزية)
- ميخائيل بروس على موقع قاعدة بيانات برودواي على الإنترنت (الإنجليزية)
- ميخائيل بروس على موقع أول ميوزيك (الإنجليزية)
- ميخائيل بروس على موقع ديسكوغز (الإنجليزية)